# Riccardo III (film 1977)
Riccardo III è un'opera teatrale del 1977 adattata nello stesso anno come film per la televisione diretto e interpretato da Carmelo Bene, dedicato a Gilles Deleuze. Il fatto curioso di questa dedica all'amico filosofo risale al progetto ancora in nuce del Ricardo III del quale Carmelo Bene gli parla. Entusiasta, Deleuze ne scrive un libro, immaginando lo spettacolo a venire, senza nemmeno averlo visto.
Di questa versione televisiva Maurizio Grande, nella sua introduzione, ne mostra alcune caratteristiche. Vengono eliminati...
tutti i personaggi e addirittura l'intreccio della conquista del potere, per lasciare solo sulla scena, una scena funerea, in penombra, Riccardo III con i suoi fantasmi.
Lasciando dunque...
... semplicemente i personaggi femminili, quegli stessi personaggi che sono sopravvissuti alle stragi fatte da Riccardo III. [...] e con questi intesse un rapporto segreto, intimo, quasi che fossero suoi fantasmi, sue apparizioni, sue fantasie [...]
Riccardo III cerca in ogni modo, deformandosi, di attrarre queste figure femminili (la duchessa di York, Lady Anna, la Regina Margherita, La Regina Elisabetta, Madame Shore) dalla sua parte, di provocare la loro attenzione, fingendosi deforme, storpio, inciampando malamente... Come al solito Carmelo Bene utilizza la forma monologata che restituisce a Riccardo III la sua solitudine e i suoi fantasmi, il suo teatrino privato, tutto intimistico. Una intimità scaturita anche dalla scelta del colore e dalle tonalità cupe. Come era successo per il suo primo Amleto televisivo, Carmelo Bene riesce a sfruttare il mezzo televisivo per proporre un suo modo di mettere in luce i personaggi. Riccardo III è quasi sempre inquadrato in primo piano, col volto tagliato in due da un forte chiaroscuro.

## Edizioni
Televisione
- Riccardo III (da Shakespeare) secondo Carmelo Bene; regia, scene, costumi e interprete[1] principale C. B.; direttore della fotografia G. Abballe; montaggio RVM S. Spini; musiche L. Zito; altri interpreti: L. Mancinelli, M. G. Grassini, D. Silverio, S. Javicoli, L. Morante, L. Dotti; assistente alla regia A. M. Angeli; tecnico audio B. Severo; mixer video G. Casalinuovi; elaborazione elettronica per il colore G. Virgili; delegato al programma R. Carlotto; produzione RAI; durata 76'; trasmesso il 7/12/1981, Rai 2 (e il 5/1/1984).

Teatro
- Riccardo III, da Shakespeare. Con L. Mancinelli, M. G. Grassini, D. Silverio, S. Javicoli, L. Morante, M. Boccucci. Musiche originali di Luigi Zito. Scene e costumi di Carmelo Bene. Cesena, Teatro Bonci (22 dicembre 1977).